# Martin Hiden
Martin Hiden (ur. 11 marca 1973 w Stainz) – piłkarz austriacki grający na pozycji środkowego obrońcy.

## Kariera klubowa
Hiden piłkarską karierę rozpoczął w amatorskim klubie St. Stefan. W 1992 roku został zawodnikiem profesjonalnego Sturmu Graz i w jego barwach zadebiutował w rozgrywkach austriackiej pierwszej ligi. Dość szybko stał się podstawowym zawodnikiem zespołu, w którym występował przez dwa sezony. W 1994 roku przeszedł do SV Salzburg, ówczesnego mistrza Austrii oraz finalisty Pucharu UEFA. W barwach klubu z Salzburga także grał przez dwa lata, a w 1995 roku wywalczył mistrzostwo kraju. W 1996 roku znów został piłkarzem Sturmu, z którym na koniec sezonu 1996/1997 zdobył Puchar Austrii. Natomiast na jesieni 1997/1998 występował bez sukcesów w drużynie Rapidu Wiedeń.
25 lutego 1998 roku Hiden podpisał kontrakt z angielskim Leeds United. W Premier League zadebiutował 28 lutego w przegranym 0:1 domowym spotkaniu z Southampton F.C. W barwach Leeds przez półtora roku wystąpił tylko 25 razy i przegrał rywalizację o miejsce w składzie z reprezentantem RPA Lucasem Radebe oraz Norwegiem Alfem-Inge Hålandem.
W 2000 roku Hiden wrócił do ojczyzny i za 500 tysięcy funtów trafił do Austrii Wiedeń. W 2003 roku wywalczył z nią zarówno mistrzostwo, jak i Puchar Austrii. Latem odszedł z zespołu do lokalnego rywala, Rapidu Wiedeń. W 2005 roku ponownie został mistrzem kraju, a jesienią wystąpił ze swoim klubem w fazie grupowej Ligi Mistrzów. W Rapidzie występował do końca 2007 roku (zespół z Wiednia został mistrzem kraju), a na początku 2008 odszedł do Austrii Kärnten z Klagenfurt am Wörthersee, jednak już latem tamtego roku powrócił do Rapidu. W 2009 roku znów grał w Austrii Kärnten, a latem 2010 został piłkarzem rezerw Red Bulla Salzburg.
| Sezon   | Klub                 | Kraj    | Rozgrywki      | Mecze | Bramki |
| ------- | -------------------- | ------- | -------------- | ----- | ------ |
| 1992/93 | Sturm Graz           | Austria | Bundesliga     | 20    | 1      |
| 1993/94 | Sturm Graz           | Austria | Bundesliga     | 33    | 4      |
| 1994/95 | SV Salzburg          | Austria | Bundesliga     | 27    | 1      |
| 1995/96 | SV Salzburg          | Austria | Bundesliga     | 32    | 1      |
| 1996/97 | Sturm Graz           | Austria | Bundesliga     | 28    | 3      |
| 1997/98 | Rapid Wiedeń         | Austria | Bundesliga     | 20    | 0      |
| 1997/98 | Leeds United         | Anglia  | Premier League | 11    | 0      |
| 1998/99 | Leeds United         | Anglia  | Premier League | 14    | 0      |
| 1999/00 | Leeds United         | Anglia  | Premier League | 1     | 0      |
| 2000/01 | Austria Wiedeń       | Austria | Bundesliga     | 32    | 0      |
| 2001/02 | Austria Wiedeń       | Austria | Bundesliga     | 35    | 2      |
| 2002/03 | Austria Wiedeń       | Austria | Bundesliga     | 15    | 0      |
| 2003/04 | Rapid Wiedeń         | Austria | Bundesliga     | 29    | 0      |
| 2004/05 | Rapid Wiedeń         | Austria | Bundesliga     | 21    | 0      |
| 2005/06 | Rapid Wiedeń         | Austria | Bundesliga     | 7     | 0      |
| 2006/07 | Rapid Wiedeń         | Austria | Bundesliga     | 32    | 2      |
| 2007/08 | Rapid Wiedeń         | Austria | Bundesliga     | 17    | 2      |
| 2007/08 | Austria Kärnten      | Austria | Bundesliga     | 10    | 0      |
| 2008/09 | Rapid Wiedeń         | Austria | Bundesliga     | 4     | 0      |
| 2009/10 | Austria Kärnten      | Austria | Bundesliga     | 11    | 1      |
| 2010/11 | Red Bull Salzburg II | Austria | Regionalliga   |       |        |

## Kariera reprezentacyjna
W reprezentacji Austrii Hiden zadebiutował 25 marca 1998 roku w przegranym 2:3 towarzyskim spotkaniu z Węgrami. W tym samym roku został powołany przez Herberta Prohaskę do kadry na Mistrzostwa Świata we Francji. Na tym turnieju był rezerwowym i nie zagrał w żadnym spotkaniu.